# Biette (film, 2013)
Pour les articles homonymes, voir Biette (homonymie).
Pour plus de détails, voir Fiche technique et Distribution.
Biette est un documentaire français réalisé par Pierre Léon et sorti en 2013.

## Synopsis
Pierre Léon filme le portrait du cinéaste Jean-Claude Biette. Les lieux biettiens (le petit théâtre, le terrain vague, les appartements parisiens, le Portugal…) se peuplent d’amis et de collaborateurs qui évoquent leurs souvenirs. 
Critiques et historiens du cinéma (Sylvie Pierre, Jean Narboni, Louis Skorecki, Jacques Bontemps, Bernard Eisenschitz, Marc Sator…), comédiens (Françoise Lebrun, Micheline Presle, Jeanne Balibar, Valérie Jeannet, Denis Lavant, Mathieu Amalric, Jean-Christophe Bouvet, Luis Miguel Cintra…), cinéastes (Marie-Claude Treilhou, Christine Laurent, Anne Benhaïem, Jean-Paul Civeyrac, Paul Vecchiali, Manoel de Oliveira, Adolfo Arrieta, Serge Bozon…), racontent chacun leur Jean-Claude Biette.

## Fiche technique
- Titre : Biette
- Réalisateur : Pierre Léon
- Scénario : Pierre Léon
- Photographie : Sébastien Buchmann
- Montage : Martial Salomon
- Son : Rosalie Revoyre
- Producteur : Vladimir Léon
- Société de production : Les Films de la Liberté
- Pays :  France
- Durée : 109 minutes
- Date de sortie : France - 26 juin 2013